# Technomyrmex voeltzkowi
Technomyrmex voeltzkowi es una especie de hormiga del género Technomyrmex, subfamilia Dolichoderinae. Fue descrita científicamente por Forel en 1907.
Se distribuye por Botsuana, Comoras, Kenia, Madagascar, Mozambique, Sudáfrica, Tanzania, Uganda y Zimbabue. Se ha encontrado a elevaciones de hasta 1923 metros. Vive en microhábitats como la hojarasca y nidos.